# Baiomys
Baiomys (True, 1893) è un genere di roditori della famiglia dei Cricetidi.

## Descrizione

### Dimensioni
Al genere Baiomys appartengono roditori di piccole dimensioni, con lunghezza della testa e del corpo tra 50 e 81 mm, la lunghezza della coda tra 35 e 55 mm e un peso fino a 8 g.

### Caratteristiche craniche e dentarie
Il cranio presenta un rostro corto con le ossa nasali che non si estendono anteriormente oltre gli incisivi, le arcate zigomatiche sottili e i fori palatali lunghi. Gli incisivi superiori sono robusti, i denti masticatori hanno le cuspidi che si alternano.
Sono caratterizzati dalla seguente formula dentaria:

### Aspetto
L'aspetto è quello di un piccolo topo. Le parti dorsali variano dal bruno-nerastro al bruno-rossastro chiaro, mentre le parti ventrali variano dal grigio scuro al bianco o giallo-brunastro. Il muso è appuntito, gli occhi sono relativamente grandi. Le orecchie sono relativamente piccole e rotonde. Le piante dei piedi hanno sei cuscinetti carnosi. La coda è più corta della testa e del corpo. 

## Distribuzione
Si tratta di roditori terricoli diffusi nel Continente americano, dallo stato dell'Oklahoma, attraverso tutto il Messico fino al Nicaragua.

## Tassonomia
Il genere comprende 2 specie.
- Baiomys musculus
- Baiomys taylori